# Chrysidea
Chrysidea is een geslacht van vliesvleugelige insecten van de familie Goudwespen (Chrysididae).

## Soorten
- C. asensioi (Mingo, 1985)
- C. disclusa (Linsenmaier, 1959)
- C. pumila (Klug, 1845)